# Zoutnomade

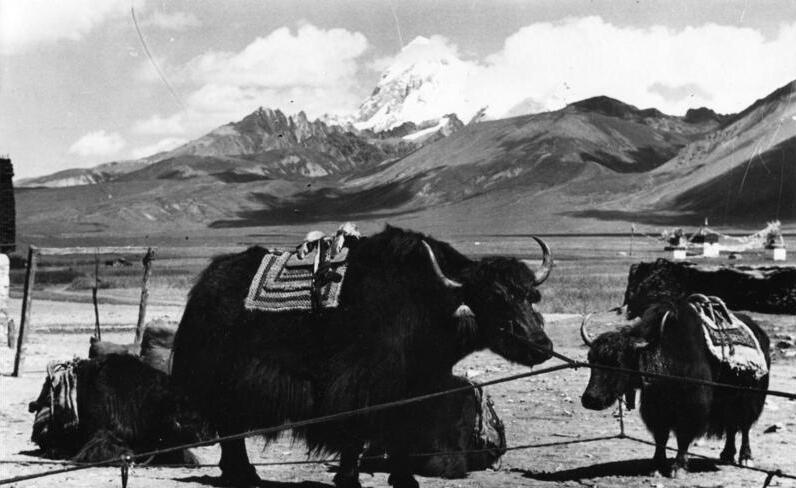
De jak wordt veel gebruikt in de karavanen

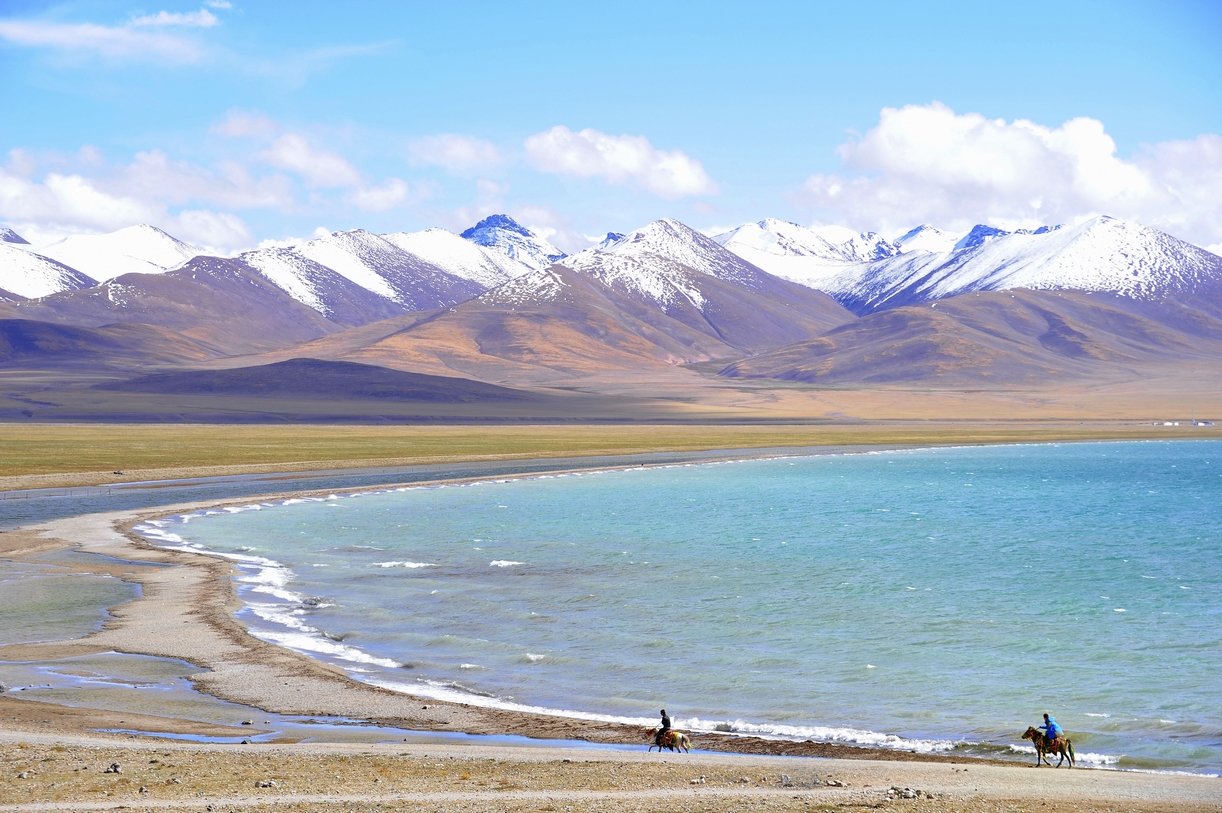
zoutmeer in Tibet

Een zoutnomade is een nomade in Tibet die zout in een karavaan van de hoger gelegen gebieden in de Himalaya naar de lager gelegen gebieden vervoert om het via ruilhandel in te wisselen voor gerst en ander basisvoedsel. Zoutnomaden volgden bijvoorbeeld de Thee-Paardenroute, ook wel de zuidelijke zijderoute genaamd.
De nomaden dreggen het zout uit de zoutmeren van de Changtang. Deze meren worden de tranen van Tara genoemd in de Tibetaanse mythologie en verder de ogen van de onderaardse wezens waarmee zij zien wat er op aarde plaatsvindt.
De tochten hebben een lengte van 50 tot 100 km waarbij veelal honderden jaks het zout op hun rug vervoeren. De zoutkaravanen zijn omgeven door veel rituelen uit het Tibetaans boeddhisme en de Tibetaanse astrologie, zoals met betrekking tot de datum van vertrek, het bepalen van de route en het moment van het opslaan van de kampementen onderweg.
De zoutkaravanen hebben anno 2000 concurrentie van Chinese handelaren die het zout met vrachtwagens vervoeren. De snelle en gemoderniseerde zoutwinning leidt tot lagere prijzen en er zijn om die reden nog maar weinig nomaden over die de zoutmeren afschrapen en per lange jakkaravanen naar de gerstboeren vervoeren.
De zoutkaravanen waren onderwerp van de Duits-Zwitserse documentaire Die Salzmänner von Tibet uit 1997 en Nepalees-Franse film Himalaya - l'enfance d'un chef uit 1999. Beide films zijn meermaals bekroond.